# Orlane Ahanda
Orlane Ahanda (født 20. november 1998 i Nantes, Frankrig) er en fransk håndboldspiller, der spiller for Neptunes de Nantes i LFH Division 1 Féminine og Frankrigs kvindehåndboldlandshold.
Hun blev efterudtaget til landstræner Olivier Krumbholzs trup ved VM i kvindehåndbold 2021 i Spanien.